# Halowe Mistrzostwa Ameryki Południowej w Lekkoatletyce 2024
3. Halowe Mistrzostwa Ameryki Południowej w Lekkoatletyce – zawody lekkoatletyczne, które odbyły się w dniach 27-28 stycznia 2024 w Cochabambie.

## Rezultaty

### Mężczyźni
| Konkurencja               | 1. miejsce                                                                     | Wynik     | 2. miejsce                                                                  | Wynik     | 3. miejsce       | Wynik     |
| ------------------------- | ------------------------------------------------------------------------------ | --------- | --------------------------------------------------------------------------- | --------- | ---------------- | --------- |
| Bieg na 60 m              | Felipe Bardi                                                                   | 6,58      | Aron Earl                                                                   | 6,76      | David Vivas      | 6,78      |
| Bieg na 400 m             | Elián Larregina                                                                | 46,37     | Lucas Vilar                                                                 | 47,33     | Kelvis Padrino   | 47,39     |
| Bieg na 800 m             | José Antonio Maita                                                             | 1:54,13   | Ryan López                                                                  | 1:54,56   | Marco Vilca      | 1:55,04   |
| Bieg na 1500 m            | David Ninavia                                                                  | 3:56,65   | Guilherme Kurtz                                                             | 4:00,38   | Thiago André     | 4:00,54   |
| Bieg na 3000 m            | David Ninavia                                                                  | 8:26,73   | Daniel Toroya                                                               | 8:37,25   | Juan González    | 8:45,05   |
| Bieg na 60 m przez płotki | Eduardo de Deus                                                                | 7,58 = =  | Martín Saenz                                                                | 7,66      | Brayan Rojas     | 7,74      |
| Sztafeta 4 × 400 m        | Wenezuela Javier Gómez · Julio Rodríguez · Kelvis Padrino · José Antonio Maita | 3:11,41   | Boliwia Mateo Bustamante · Marcelo Pérez · Ikenna Ibe-Akobi · Nery Peñaloza | 3:17,98   | N/A              | N/A       |
| Skok wzwyż                | Fernando Ferreira                                                              | 2,21      | Thiago Moura                                                                | 2,15      | Carlos Layoy     | 2,15      |
| Skok o tyczce             | Ricardo Montes                                                                 | 5,20      | N/A                                                                         | N/A       | N/A              | N/A       |
| Skok w dal                | Arnovis Dalmero                                                                | 8,06      | Emiliano Lasa                                                               | 8,00      | Lucas dos Santos | 7,92      |
| Trójskok                  | Leodan Torrealba                                                               | 16,24     | Geiner Moreno                                                               | 16,22     | Maximiliano Díaz | 16,00     |
| Pchnięcie kulą            | Darlan Romani                                                                  | 21,10     | Nazareno Sasia                                                              | 19,79     | Welington Morais | 19,58     |
| Siedmiobój                | José Fernando Santana                                                          | 5741 pkt. | Gerson Izaguirre                                                            | 5644 pkt. | Santiago Ford    | 5623 pkt. |

### Kobiety
| Konkurencja               | 1. miejsce                                                             | Wynik     | 2. miejsce                                                                  | Wynik     | 3. miejsce                  | Wynik     |
| ------------------------- | ---------------------------------------------------------------------- | --------- | --------------------------------------------------------------------------- | --------- | --------------------------- | --------- |
| Bieg na 60 m              | Vitória Cristina Rosa                                                  | 7,32      | Laura Martínez                                                              | 7,40      | Anais Hernández             | 7,41      |
| Bieg na 400 m             | Tiffani Marinho                                                        | 53,47     | Noelia Martínez                                                             | 55,59     | Tábata de Carvalho          | 56,35     |
| Bieg na 800 m             | María Pía Fernández                                                    | 2:08,20   | Berdine Castillo                                                            | 2:09,76   | Flávia de Lima              | 2:11,34   |
| Bieg na 1500 m            | Anita Poma                                                             | 4:24,72   | María Pía Fernández                                                         | 4:27,48   | Benita Parra                | 4:39,33   |
| Bieg na 3000 m            | Benita Parra                                                           | 10:05,90  | Tatiana Jahuira                                                             | 11:02,14  | N/A                         | N/A       |
| Bieg na 60 m przez płotki | Ketiley Batista                                                        | 8,09      | Vitoria Alves                                                               | 8,55      | Millie Díaz                 | 8,82      |
| Sztafeta 4 × 400 m        | Boliwia Cecilia Gómez · Tania Guasace · Valentina Rojas · Mariana Arce | 3:52,49   | Urugwaj Martina Coronato · Millie Díaz · María Pía Fernández · Sofia Ingold | 4:09,39   | N/A                         | N/A       |
| Skok wzwyż                | Valdiléia Martins                                                      | 1,85      | María Arboleda                                                              | 1,82      | Carla Ríos Arielly Monteiro | 1,70      |
| Skok o tyczce             | Beatriz Chagas                                                         | 4,20      | Isabel de Quadros                                                           | 4,00      | N/A                         | N/A       |
| Skok w dal                | Lissandra Campos                                                       | 6,49      | Eliane Martins                                                              | 6,49      | Natalia Linares             | 6,32      |
| Trójskok                  | Gabriele dos Santos                                                    | 14,04     | Valeria Quispe                                                              | 12,82     | Estrella Lobo               | 12,81     |
| Pchnięcie kulą            | Ivana Gallardo                                                         | 17,74     | Natalia Duco                                                                | 16,63     | N/A                         | N/A       |
| Pięciobój                 | Raiane Procópio                                                        | 3624 pkt. | Tainara Mees                                                                | 3617 pkt. | Ana Camila Pirelli          | 3410 pkt. |

## Klasyfikacja medalowa
Kolorem niebieskim oznaczono kraj organizujący mistrzostwa.
| Miejsce | Państwo   | Złoto | Srebro | Brąz | Razem |
| ------- | --------- | ----- | ------ | ---- | ----- |
| 1.      | Brazylia  | 13    | 7      | 6    | 26    |
| 2.      | Boliwia   | 4     | 4      | 3    | 11    |
| 3.      | Wenezuela | 4     | 2      | 2    | 8     |
| 4.      | Kolumbia  | 1     | 3      | 3    | 7     |
| 5.      | Chile     | 1     | 3      | 2    | 6     |
| 6.      | Urugwaj   | 1     | 3      | 1    | 5     |
| 7.      | Argentyna | 1     | 2      | 2    | 5     |
| 8.      | Peru      | 1     | 1      | 1    | 3     |
| 9.      | Paragwaj  | 0     | 0      | 1    | 1     |
| Razem   | Razem     | 26    | 25     | 21   | 72    |